# Anthony Sellier
Anthony Sellier (nascido em 13 de novembro de 1950) é um ex-ciclista trinitário-tobagense que competiu para Trinidad e Tobago nos Jogos Olímpicos de Verão de 1972 e 1976.